# Tropiocolotes scortecci
Tropiocolotes scortecci är en ödleart som beskrevs av  Maria Adelaide Cherchi och SPANO 1963. Tropiocolotes scortecci ingår i släktet Tropiocolotes och familjen geckoödlor. IUCN kategoriserar arten globalt som livskraftig. Inga underarter finns listade i Catalogue of Life.